# نغوين هوو دونغ
نغوين هوو دونغ (بالفيتنامية: Nguyễn Hữu Dũng)‏ هو لاعب كرة قدم فيتنامي في مركز الوسط، ولد في 28 أغسطس 1995 في تانه هوا في فيتنام. شارك مع منتخب فيتنام تحت 23 سنة لكرة القدم. أما مع النوادي، فقد لعب مع نادي إف إل سي تان هوا.

## وصلات خارجية
- نغوين هوو دونغ على موقع قاعدة بيانات كرة القدم.إي يو (الإنجليزية)
- نغوين هوو دونغ على موقع Soccerway.com (الإنجليزية)